# بيدرو كاريزو
بيدرو كاريزو (بالإسبانية: Pedro Carrizo)‏ هو لاعب كرة قدم تشيلي في مركز حراسة المرمى، ولد في 9 نوفمبر 1980 في أنتوفاغاستا في تشيلي. لعب مع ديبورتيس أنتوفاغاستا ولاسيرينا.

## وصلات خارجية
- بيدرو كاريزو على موقع قاعدة بيانات كرة القدم.إي يو (الإنجليزية)
- بيدرو كاريزو على موقع Soccerway.com (الإنجليزية)
- بيدرو كاريزو على موقع AS.com (الإسبانية)